# Kloster Arates

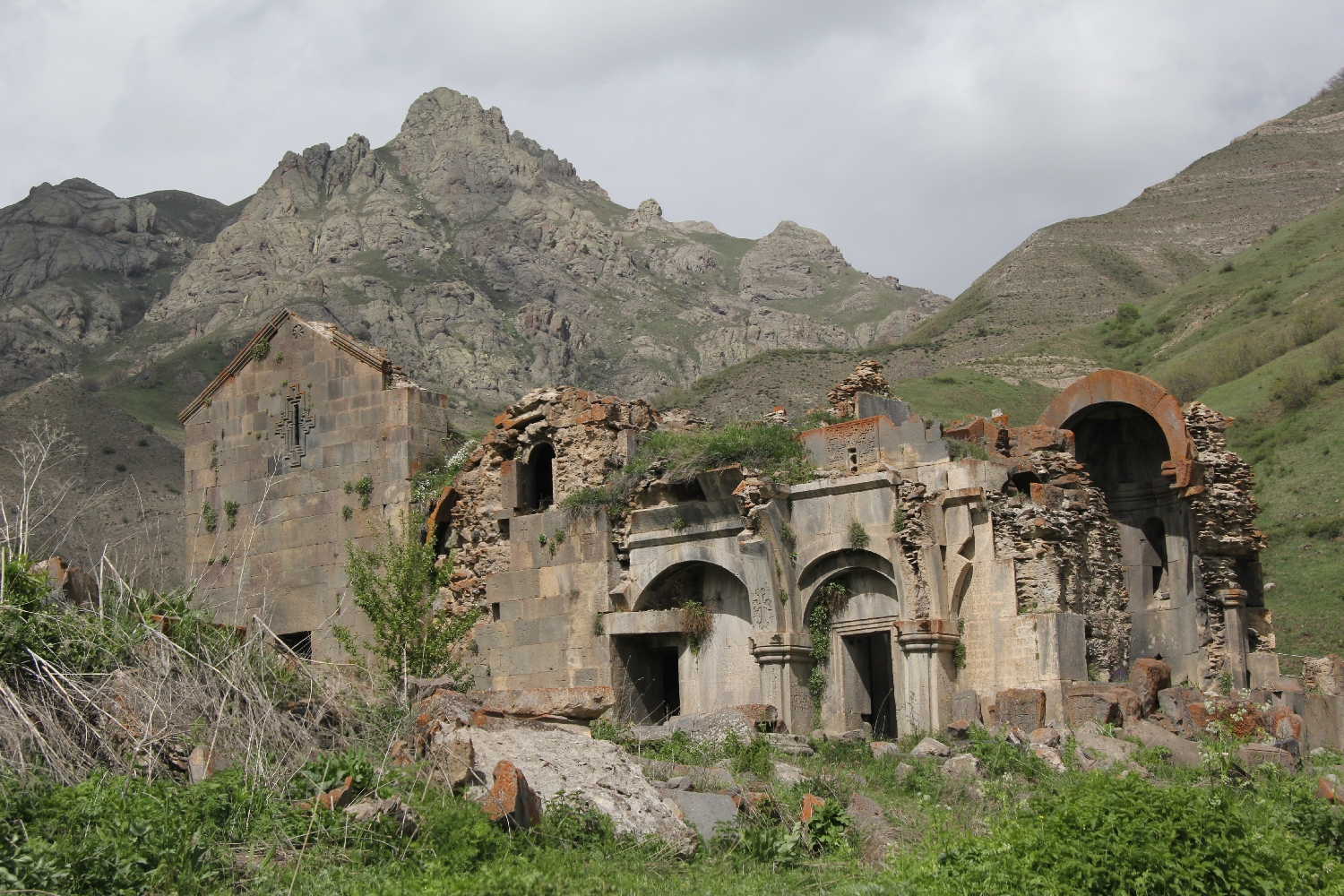
Kloster Arates

Das Kloster Arates (armenisch Արատեսի վանք Aratesi Wank) ist ein ehemaliges Kloster der Armenischen Apostolischen Kirche im Dorf Arates in der Provinz Wajoz Dsor im Süden von Armenien. Die älteste Inschrift im Kloster stammt aus dem Jahr 907, die jüngste datiert auf das Jahr 1713. Im 13. Jahrhundert war das Kloster die Sommerresidenz des Geschichtsschreibers und Metropoliten Stepanos Orbelian. Heute ist es eine Ruine.

## Entwicklung des Namens
Nach einer Legende setzt sich der Name des Klosters aus den Begriffen ari (=kommen) und tes (=sehen) zusammen.

## Beschreibung
Auf dem Gelände stehen die drei Kirchen Surb Zion (Zionskirche), Surb Karapet (Kirche des heiligen Johannes des Täufers) und Surb Astvatsatsin (Muttergotteskirche) auf einer Achse von Nord nach Süd.
Die älteste Kirche auf dem Gelände ist die Zionskirche. Ihre Ursprünge gehen auf das 7. Jahrhundert zurück. Ihr gegenüber liegt am anderen Ende des Klosters die Muttergotteskirche. Der Bau ist eine Kreuzkuppelkirche. Ihr Baujahr ist unbekannt. An einer Innenwand findet sich eine Inschrift mit der Jahresangabe 1073, von der jedoch unklar ist, ob sie sich auf das Baujahr bezieht.
Zwischen beiden steht die Kirche des heiligen Johannes des Täufers mit ihrem quadratischen Grundriss. Auch ihr Baujahr ist unbekannt, obwohl es ebenfalls eine Inschrift gibt, die das Jahr 1251 nennt. An die Kirche ist ein kleiner Gawit angebaut, der als Besonderheit Zwischenrippen besaß. Im Zentrum des Daches befindet sich das zerstörte Stalaktitengewölbe. Der Rektor des Klosters, Hairapet, ließ den Vorbau im Jahre 1270 von den Architekten Siranes und Grigoris und unter der Schirmherrschaft des Adeligen Smbat Orbelian (Smbat Orbelian, dessen Grab sich im Kloster Norawank befindet) an die Kirche setzen.
Die Klosteranlage war ursprünglich von einer Mauer umgeben, die aber im 17. Jahrhundert zerstört wurde. Auf dem Gelände des ehemaligen Klosters finden sich Chatschkare und Grabsteine aus dem 10.–17. Jahrhundert.